# 恩津加

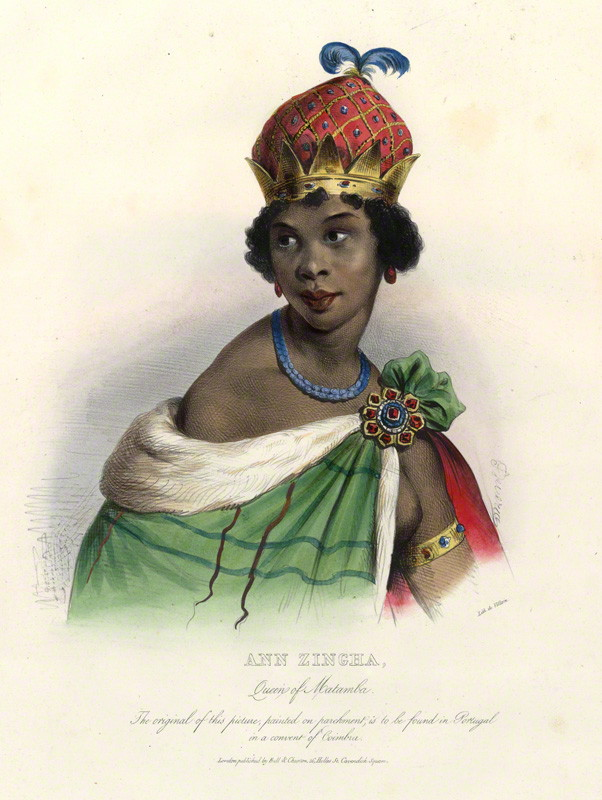
恩津加·姆班德，恩东戈和马塔姆巴女王。

恩津加·安娜·德索萨·姆班德（Njinga Ana de Sousa Mbande，约1583年—1663年12月17日），是17世纪西南非洲姆本杜人建立的位于当今北安哥拉的恩东戈（1624年–1663年）和马塔姆巴（1631年–1663年）女王，反对葡萄牙殖民侵略的领袖。
恩津加生于恩东戈王国君主家庭。1618年其兄篡夺王位后，避居东部的马塔姆巴。1622年受命到罗安达同葡萄牙总督谈判，促使葡方承认恩东戈的独立地位。1624年继位后，制止部族间的纷争，联合所有姆班杜人共同对敌，增强了反抗葡萄牙侵略的力量。1626年在葡军武力压迫下，再次出走马塔姆巴，在当地训练军队，团结邻近部族结成反葡阵线，建立起安哥拉东部地区最强大的国家。1640年，利用荷、葡矛盾，设计联合荷兰军队，迫使葡军退出恩东戈等内陆地区。晚年多次指挥击败葡军，迫葡于1654年签订“和平协定”，保证了马塔姆巴及周围地区的安定。